# Поділля (стадіон, Васильківці)

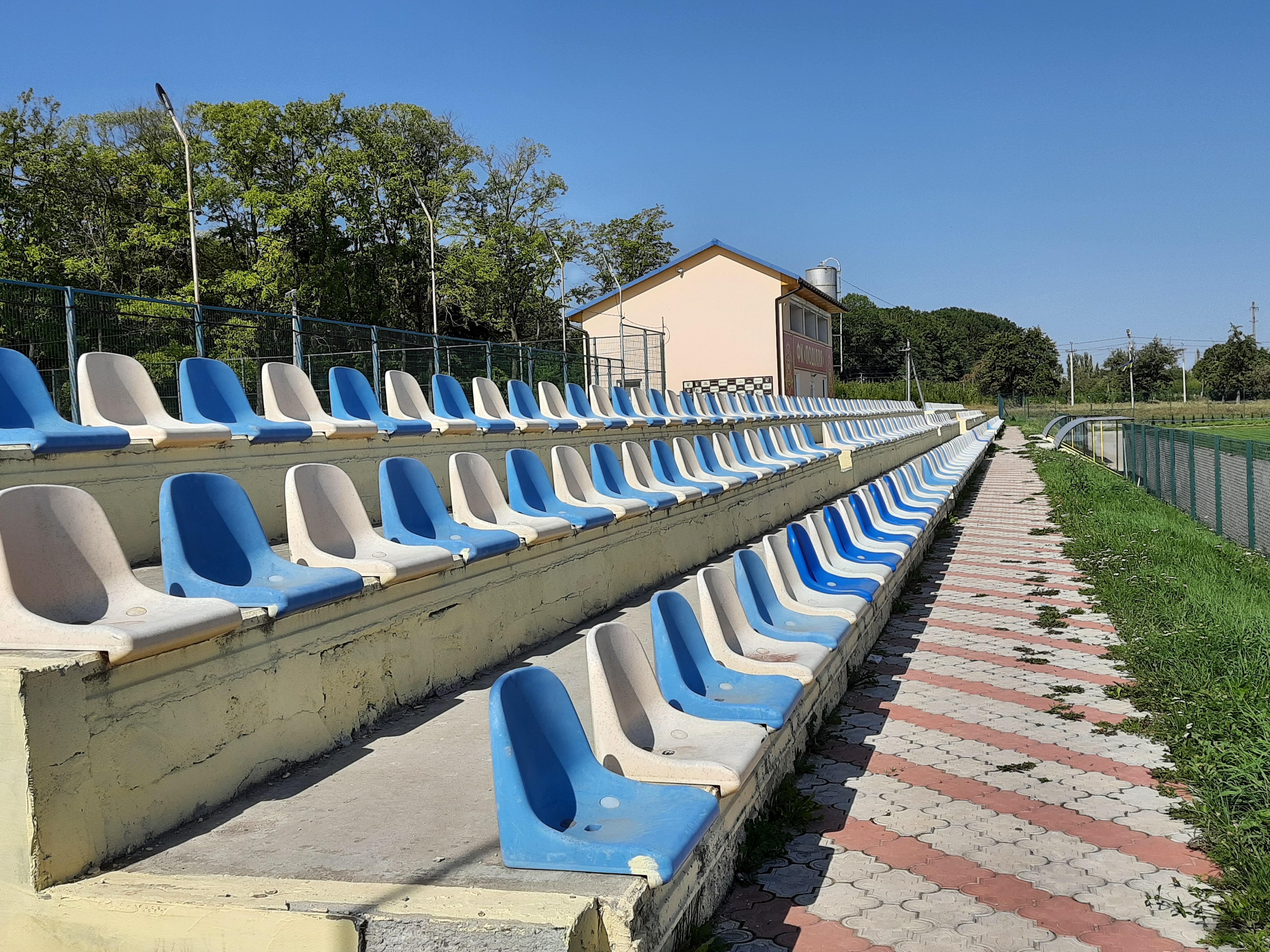

Спортивний комплекс "Поділля" - комплекс відкритих площинних спортивних споруд, що включає футбольне та резервне поля, футбольний майданчик зі штучним покриттям, роздягальні з душовими для футболістів та арбітрів і трибуни для глядачів.

## Історія
У 2018 році почалася реконструкція старого сільського стадіону у Васильківцях. Вже у вересні того ж року відбулося відкриття спортивного комплексу за участі тодішнього голови Тернопільської ОДА Степана Барни, голови Гусятинської РДА Віталія Батога, голови Васильковецької ТГ Андрія Гайдаша, місцевого фермера та одного з меценатів стадіону Володимира Коваля.
Попри відкриття, головне поле комплексу "пішло" на реконструкцію вже після закінчення сезону 2018 року. У 2019 році поле відреконструювали.
Після відкриття на стадіоні почала проводити свої матчі місцева команда "Поділля", яка виступає на першість Тернопільщини.
У 2019 році на комплексі проводився так званий "золотий матч" за звання чемпіона першої ліги Чемпіонату Тернопільської області між командами "Дністер" Заліщики та "Вишнівець". Перемогу святкували перші з рахунком 4:0.
У 2020 році проводився фінал Ліги Чемпіонів Тернопільщини, у якому "Плотича" з Білецької громади обіграла "Лісму" з Байковецької громади з рахунком 3:2.
У 2021 відбувся фінальний матч Кубка Тернопільської області, у якому зустрілися "Агрон" з Великогаївської громади та теребовлянська "Нива". Після запеклої боротьби у 120-ти хвилинному матчі у серії пенальті перемогу зумів святкувати "Агрон" (1:1 (0:0, 1:1 дод. час, по пен. 3:2)).
У 2022 році було встановлено електронне табло.
У 2023 відбувся фінальний матч Ліги Тернопільщини, у якому зустрілися "Бурдяківці" з Скала-Подільської громади та "Лісма" з Байковецької громади. Фінальне протистояння виграли останні з рахунком 2:3.
На стадіоні неодноразово проводили товариські матчі команди першої та другої ліги України, зокрема "Нива" Тернопіль.